# Vlag van Mont-Saint-Guibert
De vlag van Mont-Saint-Guibert is op onbekende datum bij raadsbesluit vastgesteld als de vlag van de Waals-Brabantse gemeente Mont-Saint-Guibert. De vlag kan als volgt worden beschreven:
Drie banen van groen, van geel en van groen, hoogteverhoudingen 3 : 2 : 3, met in de broektop een gele zespuntige ster.
De vlag komt overeen met het vlagontwerp van de Raad van Heraldiek en Vexillologie (Frans: Conseil d’héraldique et de vexillologie). De vlag is volledig gebaseerd op het gemeentewapen en ziet er dus helemaal hetzelfde uit.